# Авалон (аэропорт, Калифорния)

Схема FAA аэропорта

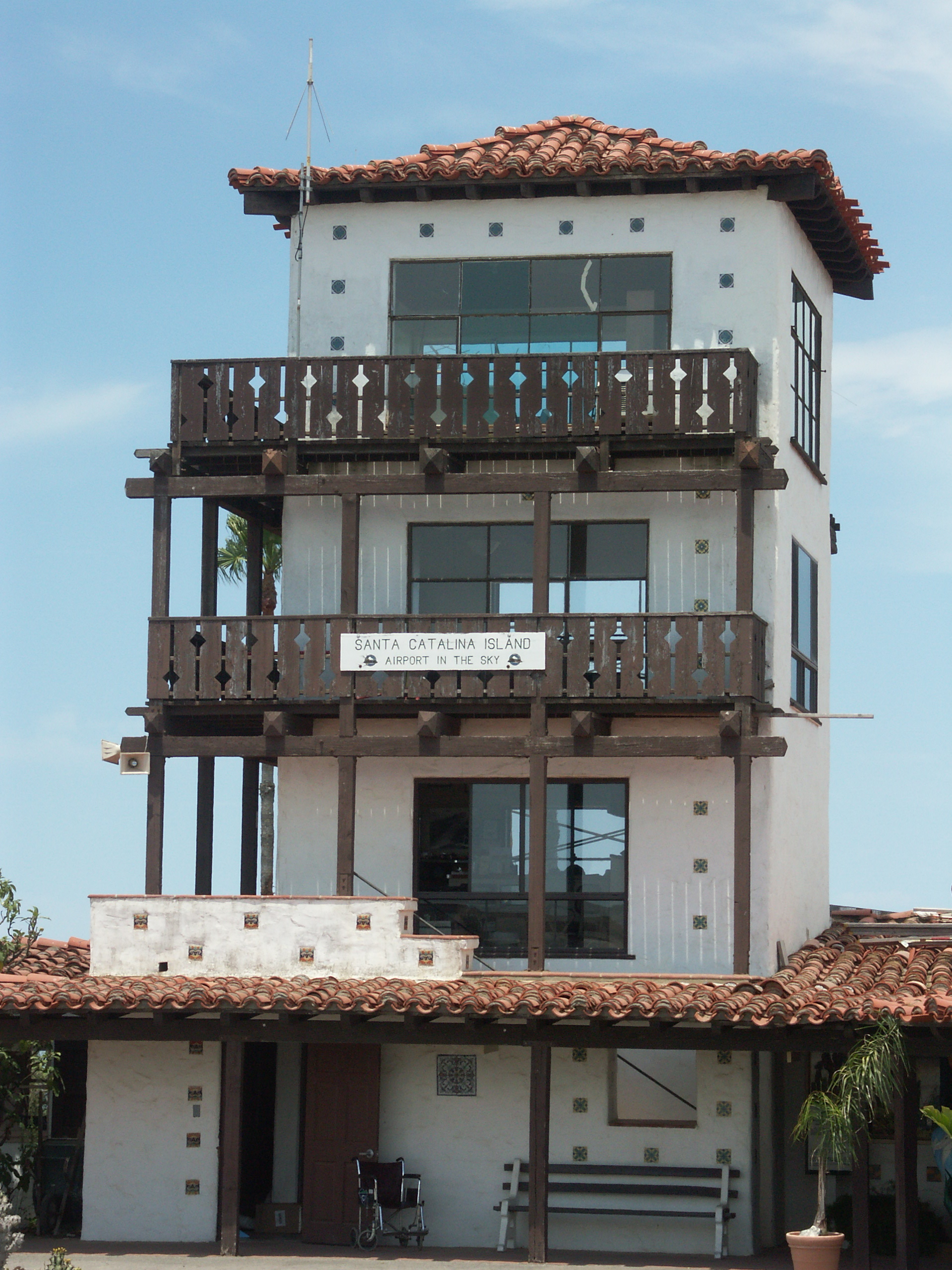
Контрольная башня, 2005 год

Аэропорт Каталина (англ. Catalina Airport), (ИАТА: CIB, ИКАО: KAVX, FAA LID: AVX) — частный гражданский аэропорт, расположенный в десяти километрах к северо-западу от делового центра города Авалон, в центре Острова Санта-Каталина (Калифорния), США.

## Общие сведения
Аэропорт Каталина был открыт в 1930-х годах прошлого века под именем Аэропорт Буффало-Спрингс.
В настоящее время аэропорт имеет статус гражданского аэропорта и главным образом предназначен для обслуживания рейсов авиации общего назначения. Пилоты самолётов имеют право совершать взлёты и посадки в любое время и без постоянного расписания, однако должны уведомлять диспетчерскую службу аэропорта о планируемом рейсе и оплачивать стоимость посадки в аэропорту в размере 25 долларов США. Аэропорт используется для обеспечения воздушного сообщения с материковой частью штата, в основном обеспечиваемого рейсами на самолётах Douglas DC-3.
Аэропорт Каталина также известен, как Небесный аэропорт, поскольку расположен на высоте 488 метров над уровнем моря и неподалёку от самой высокой точки острова Санта-Каталина. Все автомобильные дороги, ведущие в аэропорт из населённых центров острова, имеют резкий уклон вверх.
В здании аэропорта работает ресторан «Buffalo Springs Station». На сленге частных пилотов фраза «взять стодолларовый гамбургер» означает слетать в другой аэропорт с единственной целью там пообедать. Аэропорт и ресторан также входят в программы многочисленных туристических туров из Авалона по острову Санта-Каталина.

## Операционная деятельность
Аэропорт Каталина занимает площадь в 10 гектар, находится на высоте 488 метров над уровнем моря и эксплуатирует одну взлётно-посадочную полосу:
- 4/22 размерами 914 × 18 метров с асфальтовым покрытием.

В период с 13 апреля 2005 по 13 апреля 2006 года Аэропорт Каталина обработал 23 000 операций по взлётам и посадкам воздушных судов (в среднем 63 операции ежедневно), из которых 98 % составила авиация общего назначения, 2 % — рейсы аэротакси и менее 1 % заняли рейсы военной авиации. В данный период в аэропорту базировалось 10 однодвигательных самолётов.